# مايك برولي
مايك برولي (بالإنجليزية: Mike Brolly)‏ هو لاعب كرة قدم بريطاني في مركز نصف الجناح، ولد في 6 أكتوبر 1954 في كيلمارنوك ‏ في المملكة المتحدة. لعب مع ديربي كاونتي وسكونثورب يونايتد وغريمسبي تاون ونادي بريستول سيتي ونادي بوسطن يونايتد ونادي تشيلسي ونادي سكاربورو.